# National Academy of Recording Arts and Sciences

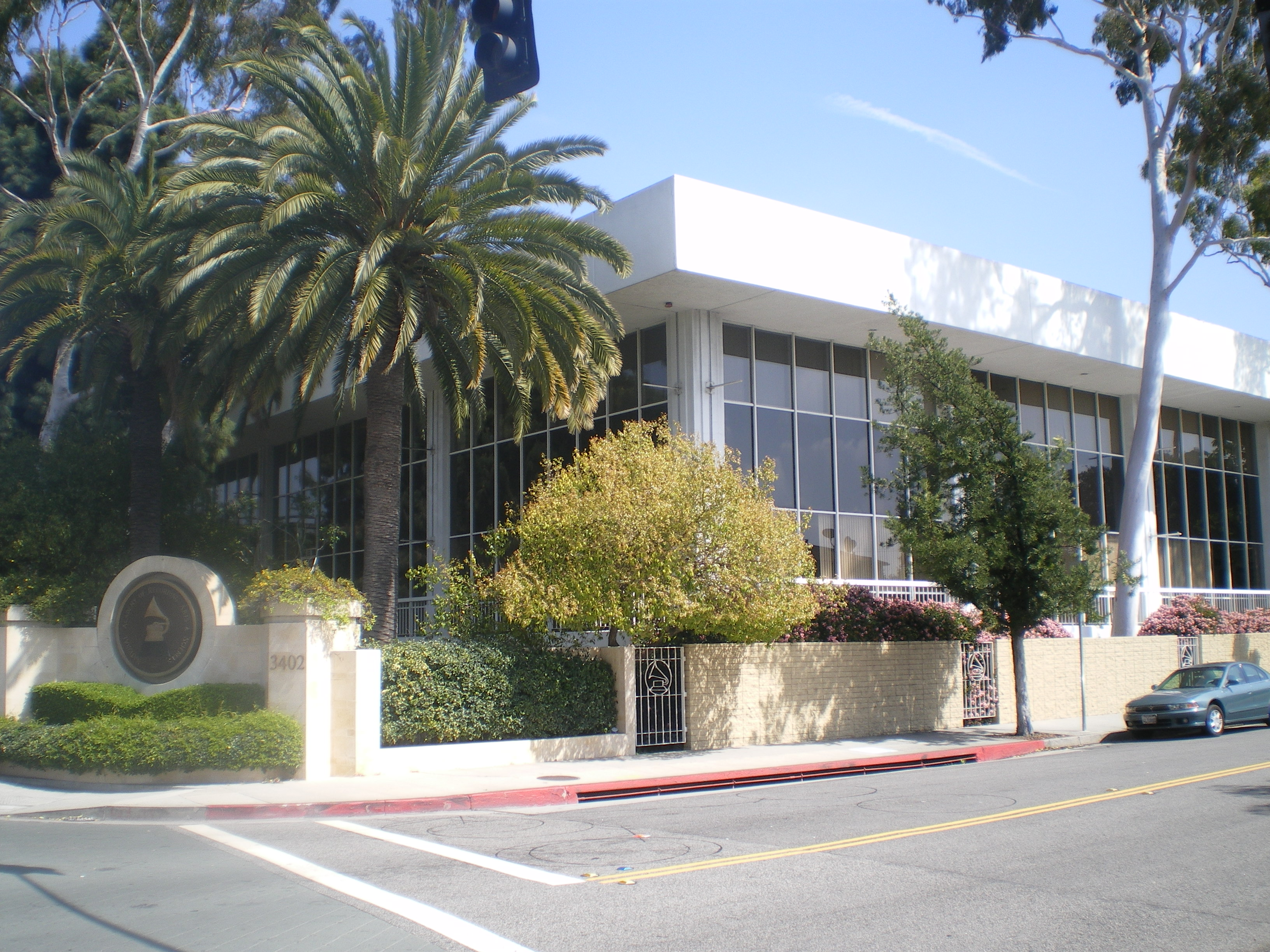
National Academy of Recording Arts and Sciences

De National Academy of Recording Arts & Sciences, Inc., ook wel bekend als The Recording Academy of NARAS, is een Amerikaanse organisatie voor muzikanten, muziekproducenten, geluidsmonteurs en andere beroepsbeoefenaars op het gebied van muziek. De organisatie is op 28 mei 1957 opgericht. De huidige president is Harvey Mason Jr..
Hoofddoel van NARAS is toezichthouden op de werkomstandigheden van mensen uit de muziekwereld, en het verbeteren van de culturele omstandigheden van muziek en de makers ervan. De bekendste subtak van NARS is de Producers & Engineers Wing, die momenteel 6000 leden telt. 
NARAS is vooral bekend als de organisatie achter de Grammy Awards. 